# Université de La Serena
L'université de La Serena (en espagnol : Universidad de La Serena) est une université située à La Serena, Chili. L'université est fondée le 20 mars 1981.